# 7118 Kuklov
7118 Kuklov è un asteroide della fascia principale. Scoperto nel 1988, presenta un'orbita caratterizzata da un semiasse maggiore pari a 2,6552310 UA e da un'eccentricità di 0,1283202, inclinata di 12,49899° rispetto all'eclittica.